# Constantin Lache
Constantin Lache (n. 15 noiembrie 1923, în Urleasca, județul Brăila, d. 24 august 2010, Timișoara) a fost un antrenor emerit de handbal din România, multiplu câștigător al Campionatului Republican categoria A feminin. În anul 2007, Constantin Lache a fost declarat cetățean de onoare al municipiului Timișoara prin Hotărârea Consiliului Local nr. 410/27.11.2007.

## Biografie
Născut în satul  Urleasca din județul Brăila, viitorul antrenor a absolvit Liceul „Nicolae  Bălcescu” din Brăila, promoția 1944. A urmat apoi cursurile Institutului de Cultură Fizică din București, pe care le-a absolvit în 1950, cu specializarea jocuri sportive. Într-o perioadă în care absolvenților de facultăți le erau atribuite de către stat posturi la diverse locuri de muncă din țară, Constantin Lache a fost repartizat, pe data de 1 noiembrie 1950, la catedra de baschet a Școlii Medii Tehnice de Cultură Fizică nr.4 din Timișoara. Pe 15 noiembrie 1950, pe terenul bazei sportive a școlii timișorene, Lache a organizat pentru prima dată în România un meci de handbal în 7 jucători.
Între 1953 și 1958 a condus, din postura de antrenor jucător, echipa masculină de handbal în 11 Știința Timișoara, cu care a câștigat titlul de campion național al României în 1956. În 1958 a fost îndepărtat de la echipă și exclus din viața sportivă sub acuzația de „origine socială nesănătoasă”, deoarece tatăl său, împroprietărit după Primul Război Mondial, cumpărase alte 50 de hectare de pământ și un mic conac în anul 1927, fiind catalogat chiabur.
În această perioadă, Constantin Lache a activat ca simplu profesor la Școala Medie nr.4 din Timișoara, la disciplina handbal. În 1961, elevii pregătiți de el au câștigat Campionatul Național de handbal în 7 jucători rezervat școlilor cu profil de educație fizică. Suplimentar, Lache a antrenat pentru o perioadă și echipa de baschet masculin Știința Timișoara, cu care a câștigat Spartachiada din 1964.
În 1964 i-a fost ridicată interdicția, iar anul următor a obținut locul al III-lea în campionatul național de baschet. În anul 1967 a fost angajat cu jumătate de normă la Facultatea de Educație Fizică din Timișoara, unde a preluat și funcția de antrenor al Universității Timișoara, echipa feminină de handbal a instituției de învățământ. A urmat o perioadă plină de succese sportive, 8 titluri naționale, Cupa României în 1978 și disputarea finalei Cupei Campionilor Europeni în 1973. Antrenorul a rămas la conducerea Universității Timișoara până în 1982, când Facultatea de Educație Fizică și Sport a fost desființată.
În 1979, Lache a condus selecționata B a echipei naționale feminine a României la ediția a 19-a a Trofeului Carpați, iar în 1982 a fost antrenorul principal al echipei naționale a României care s-a clasat pe locul al 8-lea la Campionatul Mondial.

## Palmares
Jucător
- Campionatul Republican de handbal masculin în 11 jucători:
  -  Locul I: 1956 (cu Știința Timișoara)

Antrenor
Handbal
- Campionatul Republican de handbal masculin în 11 jucători:
  -  Locul I: 1956 (cu Știința Timișoara)

- Campionatul Republican categoria A feminin:
  -  Locul I: 1968, 1969, 1970, 1972, 1975, 1976, 1977, 1978
  -  Locul II: 1971, 1973, 1974
  -  Locul III: 1982

- Cupa României:
  -  Câștigător: 1978
  - Locul III: 1979

- Cupa Campionilor Europeni:
  - Finalist: 1973

Baschet
- Campionatul Republican masculin:
  -  Locul III: 1965 (cu Știința Timișoara)

- Spartachiada Tineretului:
  -  Locul I: 1964 (cu Știința Timișoara)

## Distincții personale
În 1992, Constantin Lache a fost desemnat „antrenor emerit”. În noiembrie 2007, în urma referatului favorabil al primăriei Timișoara, antrenorul a fost declarat cetățean de onoare al orașului.